# Wolfgang Zeller
Wolfgang Friedrich Zeller (né le 12 septembre 1893 à Biesenrode, mort le 11 janvier 1967 à Berlin) est un compositeur allemand de musique de film.

## Biographie
Wolfgang Zeller est le fils d'un pasteur. À huit ans, il commence à apprendre le violon puis plus tard à composer. Après l'abitur à Potsdam, il prend des cours à Berlin auprès du violoniste Felix Berger et du compositeur Jean Paul Ertel. Il participe à la Première Guerre mondiale d'octobre 1914 à novembre 1918.
Après la guerre, il écrit de grandes compositions pour orchestre, de la musique de chambre et des chansons. Il entre comme violoniste dans l'orchestre du Volksbühne Berlin et est de 1921 à 1929 compositeur et chef d'orchestre de la musique de scène.
Grâce à la réalisatrice Lotte Reiniger, il arrive à la composition de musique de film et écrit pour le film d'animation Les Aventures du prince Ahmed en 1926. Zeller devient bientôt l'un des compositeurs de films les plus demandés et les plus joués de son temps.
Bien qu'il ne soit pas adhérent du NSDAP, Zeller écrit la musique aussi de films de propagande pendant le Troisième Reich. En 1938, Oswald Lehnich, président de la Chambre du film du Reich, suggère son nom pour la Chambre de la culture du Reich. En 1940, il écrit une musique de scène pour l'adaptation du Songe d'une nuit d'été de William Shakespeare en substitut de la célèbre musique de scène de Felix Mendelssohn.
Après la Seconde Guerre mondiale, Zeller est Kapellmeister du Theater am Kurfürstendamm. Il continue à être compositeur pour le cinéma, pour des films antifascistes comme Mariage dans l'ombre ou Morituri. Sa dernière œuvre est pour le documentaire Serengeti ne doit pas mourir en 1959.
Zeller était membre de la Conférence chrétienne pour la paix. Il est inhumé au cimetière boisé de Berlin-Zehlendorf.

## Filmographie sélective
- 1926 : Les Aventures du prince Ahmed de Lotte Reiniger
- 1927 : Luther – Ein Film der deutschen Reformation de Hans Kyser
- 1929 : La Mélodie du monde de Walter Ruttmann
- 1929 : Terre sans femmes de Carmine Gallone
- 1932 : Vampyr de Carl Theodor Dreyer
- 1932 : L'Atlantide de Georg Wilhelm Pabst
- 1932 : Unmögliche Liebe d'Erich Waschneck
- 1933 : Insel der Dämonen
- 1936 : Ewiger Wald
- 1935 : Les Deux Rois
- 1937 : Crépuscule (Der Herrscher) de Veit Harlan
- 1937 : La Cruche cassée
- 1938 : Les Gens du voyage
- 1939 : La Lutte héroïque
- 1940 : Le Juif Süss
- 1942 : Andreas Schlüter de Herbert Maisch
- 1943 : Immensee
- 1944 : Der verzauberte Tag
- 1945 : Ein toller Tag
- 1945 : Das kleine Hofkonzert
- 1945 : Der Puppenspieler
- 1947 : Mariage dans l'ombre de Kurt Maetzig
- 1948 : Morituri d'Eugen York
- 1948 : Grube Morgenrot
- 1948 : Und wenn's nur einer wär'
- 1949 : Die letzte Nacht d'Eugen York
- 1949 : Mordprozess Dr. Jordan
- 1949 : Schicksal aus zweiter Hand
- 1950 : Le Mensonge (Die Lüge) de Gustav Fröhlich
- 1951 : Unsterbliche Geliebte
- 1952 : Zwei Menschen
- 1953 : Rote Rosen, rote Lippen, roter Wein de Paul Martin
- 1953 : Mit siebzehn beginnt das Leben
- 1956 : Un cœur rentre à la maison
- 1958 : Die Landärztin
- 1959 : Serengeti ne doit pas mourir de Bernhard Grzimek

## Source de la traduction
- (de) Cet article est partiellement ou en totalité issu de l’article de Wikipédia en allemand intitulé « Wolfgang Zeller » (voir la liste des auteurs).